# Vlogger
Een vlogger (als vrouwelijke vorm wordt wel vlogster gebruikt) is iemand die vlogs maakt en publiceert. De vlogs worden meestal geplaatst op sociale media of op YouTube. Het woord vlogger is een samentrekking van videoblogger.
Typerend is dat een vlogger vaak juist de meest alledaagse handelingen vastlegt. Naast vloggers die in het algemeen hun leven filmen zijn er ook die zich beperken tot het filmen van een bepaald soort activiteit. Vaak maakt iemand ook diverse soorten filmpjes, waaronder vlogs.
Sommige vloggers vloggen elke dag en verdienen hiermee zoveel dat ze van de inkomsten kunnen leven. Het vloggen is daarmee in feite hun beroep geworden. Dit kan bijvoorbeeld doordat ze advertenties van bedrijven toestaan op hun persoonlijke kanaal, of doordat ze in hun eigen filmpjes (sluik)reclame voor bepaalde producten en merken maken.
Een youtuber is lang niet altijd een vlogger, al worden deze twee termen in de media vaak door elkaar gehaald. Een vlogger legt eerst het dagelijks leven van zichzelf vast op film en uploadt dit vervolgens. Het uploaden gebeurt vaak op YouTube, maar niet altijd. Daarnaast zijn er op YouTube ook veel andere soorten filmpjes dan vlogs.
Daarnaast is er ook het fenomeen zakelijk vloggen. Dit is een vorm van marketing waarbij een verhaal in de vorm van video wordt ingezet. Vaak wordt een zakelijke vlogger ingehuurd en wordt de inhoud van de vlog door de opdrachtgever ingezet voor eigen marketingdoeleinden.

## Kinderarbeid
In Nederland is het per Artikel 3 van de Arbeidstijdenwet verboden voor personen jonger dan 12 jaar om betaalde arbeid te verrichten of daaraan mee te werken; werkgevers en ouders/voogden moeten ervoor zorgen dat kinderen geen arbeid verrichten. Er kunnen uitzonderingen worden gemaakt voor 'het verlenen van medewerking aan uitvoeringen van culturele, wetenschappelijke, opvoedkundige of artistieke aard, aan modeshows, aan audio-, visuele of audio-visuele opnamen en daarmee vergelijkbare niet-industriële arbeid van lichte aard', maar alleen als daarvoor aan bepaalde voorwaarden wordt voldaan en hiervoor door de Arbeidsinspectie een ontheffing is gegeven (Artikel 3.3). Kinderen tot 7 jaar mogen maximaal 6 dagen per jaar 4 uur lang meewerken aan een audiovisueel programma voor internet (inclusief vlogs) of televisie, met verplichte rusttijden.